# Sagauli
Sagauli är en ort i Indien.   Den ligger i distriktet Pūrba Champāran och delstaten Bihar, i den nordöstra delen av landet, 800 km öster om huvudstaden New Delhi. Sagauli ligger 75 meter över havet och antalet invånare är 34 622.
Terrängen runt Sagauli är mycket platt. Runt Sagauli är det mycket tätbefolkat, med 1 177 invånare per kvadratkilometer. Det finns inga andra samhällen i närheten. Trakten runt Sagauli består till största delen av jordbruksmark.